# قضاء بعلبك
بعلبك أحد أقضية محافظة بعلبك الهرمل أكبر الأقضية في لبنان من حيث المساحة. تبلغ مساحته 2278 كيلو مترا مربعا. أي أقل بقليل من ربع المساحة الإجمالية.
يحتل قضاء بعلبك الأراضي الواقعة ما بين القمم الشمالية لسلسلتي جبال لبنان الغربية والشرقية، و هي أراض بمعظمها ذات مناخ شبه صحراوي، جرداء تسمى جرود بعلبك ما خلا ضفاف نهر الليطاني ونهر العاصي، حيث تتمركز أغلبية التجمعات السكانية في القضاء.
تحده من الشمال والشرق الحدود مع سوريا، ومن الغرب قضاء الهرمل، وقضاء الضنية وقضاء بشري وقضاء البترون وقضاء جبيل وقضاء كسروان ، ومن الجنوب الحدود مع سوريا وقضاء زحلة.

## أعلام
- أسعد دياب
- زينب بنت عمر بن كندي

## مواقع خارجية
- مركز المعلوماتية للتنمية الحلية نسخة محفوظة 1 فبراير 2009 على موقع واي باك مشين.